# Bouhlou (Marroc)
Bouhlou (en àrab بوحلو, Būḥlū; en amazic ⴱⵓⵃⵍⵓ) és una comuna rural de la província de Taza, a la regió de Fes-Meknès, al Marroc. Segons el cens de 2014 tenia una població total de 8.748 persones.